# Naravni spomenik
Naravni spomenik je naravna ali naravno/kulturna posebnost izjemnega pomena, ali pa ima izjemno vrednost zaradi svoje redkosti, estetskih kvalitet in/ali kulturnega pomena. Na zavarovanem območju je prepovedano izvajati posege v naravo na način, ki lahko poslabša stanje, spremeni, poškoduje ali uniči naravno vrednoto in spreminjati razmere ali stanje tako, da se spremeni, poškoduje ali uniči naravna vrednota ali pa zmanjša njen estetski pomen.
Glede na smernice Svetovne komisije za zavarovana območja so naravni spomeniki nivoja III:
"Območja so namenjena zaščiti naravnih spomenikov posebnega pomena, ki so lahko reliefna oblika, podmorska votlina, geološke posebnosti kot so jama ali celo živeča posebnost kot je starodavni nasad. Običajno so to manjša zavarovana območja in imajo pogosto veliko obiskovalcev."
To je nižji nivo zavarovanja kot nivo II (narodni parki) in nivo I (naravna območja). 
Smernice Evropske agencije za okolje (The European Environment Agency) za izbor naravnih spomenikov so:
- Območje vsebuje eno ali več naravnih vrednot posebnega pomena. Naravne posebnosti med drugim lahko vključujejo posebne slapove, jame, kraterji, fosilne plasti, peščene sipine in morske posebnosti, vse z edinstveno ali značilno floro in favno; priključene kulturne posebnosti lahko vključujejo jamska bivališča, utrdbe na vrhu pečin, arheološka najdišča ali naravni predeli, ki imajo nasledstveni pomen za domačine.
- Področje mora biti dovolj veliko, da je zaščitena neokrnjenost posebnosti in njene neposredne okolice.

## Naravni spomeniki v Sloveniji
Zakon o ohranjanju narave določa prepovedi in omejitve na zavarovanem območju:
- izvajanje posegov v prostor;
- odkopavanje ali zasipavanje terena;
- odkopavanje ali odnašanje kamnin, mineralov ali fosilov;
- odlaganje odpadkov in odvajanje odpadnih voda;
- spreminjanje vodnega režima;
- odvzemanje naplavin;
- povzročanje vibracij in eksplozij;
- gospodarsko izkoriščanje naravnih virov;
- plovba in sidranje;
- promet z motornimi vozili in plovili;
- letanje pod določeno višino, vzletanje ali pristajanje zrakoplovov;
- lov in ribolov ter nabiranje rastlin ali živali;
- spreminjanje vegetacije;
- raziskovanje in odnašanje raziskovalnega materiala iz narave;
- športnorekreativne dejavnosti;
- postavljanje reklamnih in drugih označb;
- obiskovanje in ogledovanje;
- kurjenje;
- opravljanje vojaških dejavnosti;
- vse druge dejavnosti, ki lahko bistveno ogrozijo zavarovano območje.

V Sloveniji imamo čez 1000 zavarovanih območij, ki imajo IUCN kategorijo III, npr:
- Rt Madona
- Dovžanova soteska
- Kuclerjev kamnolom
- Divje jezero
- Željnske jame
- Soča